# Universitatea din Tübingen
Universitatea din Tübingen (Eberhard Karls Universität Tübingen) este o universitate publică de cercetare cu sediul în Tübingen, Baden-Württemberg, Germania. Fondată în 1477, este una din cele mai prestigioase universități din Europa.

## Absolvenți celebri
- Johann Sachs von Harteneck (1664-1703), primar al Sibiului
- Georg Wilhelm Friedrich Hegel (1770-1831), filosof
- Johannes Kepler
- Papa Benedict al XVI-lea
- Friedrich Wilhelm Schelling
- Friedrich Hölderlin
- Ludwig Uhland
- Karl Barth (1886-1968), teolog protestant
- Karl Ferdinand Braun (1850-1918), laureat al Premiului Nobel pentru Fizică (1909)
- Hermann Hesse (1877-1962), laureat al Premiului Nobel pentru Literatură (1946)
- Hans Albrecht Bethe (1906-2005), fizican, premiul Nobel 1967 (pentru Fizică)
- William Ramsay 1852-1916), chimist, premiul Nobel 1904 (pentru Chimie)
- Eduard Buchner (1860-1917), chimist, premiul Nobel 1907 (pentru Chimie)
- Georg Wittig (1897-1987), chimist, premiul Nobel 1979 (pentru Chimie)
- Hartmut Michel (1948-), biochimist, premiul Nobel 1988 (pentru Chimie)
- Bert Sakmann (1942-), medic, premiul Nobel 1991 (pentru Medicină)
- Christiane Nüsslein-Volhard (1942-), premiul Nobel 1995 (pentru Medicină)
- Günther Glöbel (1936-2018), biolog, premiul Nobel 1999 (pentru Medicină)
- Horst Köhler (n. 1943), președinte federal al Germaniei (2004-2010)
- Tudor Vianu
- Stephan Ludwig Roth